# Кологривовское Лесничество
Кологривовское Лесничество — посёлок в Татищевском районе Саратовской области в составе сельского поселения Садовское муниципальное образование.

## География
Находится к северу от близлежащей железнодорожной линии Аткарск-Саратов на расстоянии примерно 17 километров по прямой на западо-северо-запад от районного центра посёлка Татищево.

## История
Посёлок был основан в 1960 году. В 1987 году здесь проживало около двух десятков человек, в 2001 не более десяти.

## Население
Постоянное население составляло 3 человека в 2002 году (русские и мордва), 1 в 2010.